# Diocèse de Concordia-Pordenone
Ne doit pas être confondu avec Diocèse de Concordia.
Le diocèse de Concordia-Pordenone (en latin : Dioecesis Concordiensis-Portus Naonis ; en italien : Diocesi di Concordia-Pordenone) est un diocèse de l'Église catholique en Italie, suffragant du patriarcat de Venise et appartenant à la région ecclésiastique du Triveneto.

## Territoire
Il est situé dans une région italienne à statut spécial et dans 2 provinces de la Vénétie. La plus grande partie est dans le Frioul-Vénétie Julienne, l'autre partie de cette région autonome est dans les diocèses de Vittorio Veneto et Belluno-Feltre pour une frazione de la commune d'Erto e Casso. Il gère une partie de la ville métropolitaine de Venise, l'autre partie de cette ville métropolitaine est dans le patriarcat de Venise et les diocèses de Padoue et Chioggia. Il possède la commune de Meduna di Livenza et un morceau de celle de Motta di Livenza dans la province de Trévise, l'autre partie de cette province est dans les diocèses de Vittorio Veneto, Trévise et Padoue.
Le diocèse a une superficie de 2 695 km2 avec 190 paroisses regroupées en 8 archidiaconés. L'évêché est à Pordenone avec la cathédrale de Saint-Marc. À Concordia Sagittaria se situe la cathédrale Saint-Étienne sous laquelle se trouvent les restes de la cathédrale primitive dédiée aux saints apôtres. 

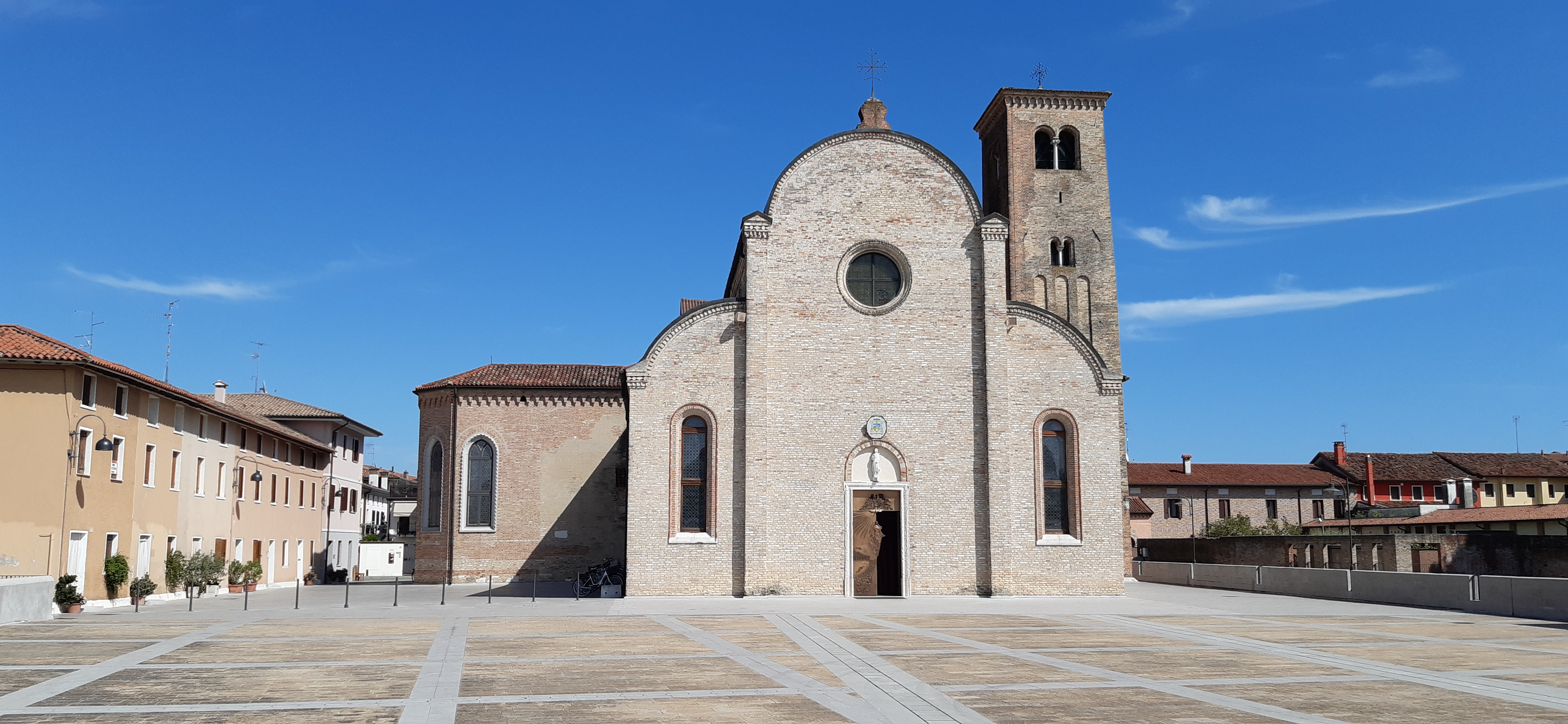
La cathédrale de Concordia Sagittaria.

## Histoire
Le diocèse tire son nom de la ville romaine de Iulia Concordia (aujourd'hui Concordia Sagittaria), probablement fondée en 42 av. J.-C., et qui était située sur la Via Annia entre Altinum et Aquilée. Les origines du christianisme dans la ville sont incertaines. La tradition locale parle d'un groupe de martyrs tués à Concordia lors de la persécution de Dioclétien (304) dont les reliques sont conservées dans une chapelle de l'actuelle cathédrale. 
Le diocèse est érigé au IVe siècle et la cathédrale de Concordia consacrée par l'évêque aquiléien Cromaze entre 388 et 389 environ, avec les reliques des apôtres. Les historiens pensent qu'un évêque de Concorde est probablement déjà présent à cette occasion. Le premier évêque est certainement Chiarissime, présent au synode de Grado en 579 et à celui de Marano en 590. Immédiatement après la consécration de Concordia, l'évangélisation de la campagne de Concordia commence, correspondant plus ou moins à l'actuelle province de Pordenone. 
À la suite de l'invasion des Lombards qui détruisent Concordia, l'évêque, avec le clergé et les fidèles, se réfugie à Caorle, en territoire byzantin, où le diocèse survit pour une durée indéterminée. À l'époque de l'évêque Pierre, au début du IXe siècle, le siège épiscopal est certes revenu à Concordia, mais entre-temps une scission donne naissance au diocèse de Caorle (it), peut-être aussi en raison du schisme des Trois Chapitres auquel avait adhéré l'évêque Chiarissime. Une bulle du pape Urbain III du 12 mars 1186 fait état pour la première fois de toutes les possessions et propriétés sous la juridiction des évêques de Concordia, dont quarante églises paroissiales. 
Aux XIVe et XVe siècles, principalement en raison de l'action des fleuves Tagliamento et Livenza, la région de Concordia subit une transformation morphologique et les inondations submergent certaines églises paroissiales et villages côtiers. Pour cette raison, tout en conservant nominalement le titre de l'évêché, Concordia décline rapidement et les évêques préfèrent transférer leur résidence à Portogruaro ou même en dehors du diocèse (Venise). Déjà en 1425, le pape Martin V ordonne le transfert du siège à Portogruaro, mais le décret doit être révoqué par son successeur Eugène IV, à la demande du chapitre de la cathédrale et de la communauté de Portogruaro. Le transfert officielle a lieu plus tard avec la bulle du pape Sixte V du 29 mars 1586 ; l'église de Sant'Andrea assume le rôle d'église auxiliaire, mais n'a jamais eu le titre de co-cathédrale. En 1701, l'évêque Valaresso crée le séminaire. 
Au départ le diocèse est suffragant du patriarcat d'Aquilée mais lorsque celui-ci est supprimé en 1753, Concordia passe sous la juridiction de l'archidiocèse d'Udine, ausquel il reste uni jusqu'en 1818, date à laquelle il est nommé suffragant du patriarcat de Venise. 
Au cours des deux derniers siècles, une série de changements territoriaux visent à éliminer les différentes enclaves de l'archidiocèse d'Udine sur le territoire de Concordia et à réorganiser les frontières coïncidant avec le cours changeant du Tagliamento. Déjà en 1794, les six paroisses de l'abbaye de Santa Maria in Silvis (it) (ancienne abbaye territoriale) sont réunies à Concordia. Le 1er mai 1818, par la bulle De salute dominici gregis du pape Pie VII, la juridiction de Concordia s'étend aux anciennes paroisses d'Udine (dans des communes ou frazione) de Castello d'Aviano, Erto, Cimolais, Claut, Corbolone, Sesto et Torrate, ainsi qu'à Saletto-Bando, localité dépourvue de sa propre autonomie et incluse dans la juridiction de Morsano ; en contrepartie, elle cède l'ancienne piève de San Giorgio della Richinvelda. Un autre changement a lieu le 13 novembre 1923 avec le rattachement de Meduna di Livenza et Carbona, également d'Udine. Les dernières acquisitions du XXe siècle, toujours à Udine, sont décidées par la congrégation pour les évêques le 18 octobre 1974 et concernent San Paolo et Mussons dans la commune de Morsano al Tagliamento.
En 1968, Pordenone devient la capitale de la province de Pordenone. Par le décret In dioecesi Concordiensi du 12 janvier 1971, la congrégation pour les évêques établit le nouveau titre du diocèse de Concordia-Pordenone. Avec le décret Novissimis hisce du 26 octobre 1974, la même congrégation ordonne le transfert de l'évêché de Portogruaro à Pordenone, élevant en même temps la cathédrale de San Marco di Pordenone à la dignité de co-cathédrale. 
En avril-mai 1992, le diocèse accueille le pape Jean-Paul II. C'est la première visite pastorale d'un pape dans le diocèse. Les papes Grégoire XII et Pie VI ont traversé le territoire pour se rendre, l'un au concile de Cividale (1409), l'autre à Vienne (1782). Le 29 juin 2018, en vertu du décret Quo aptius de la congrégation pour les évêques, le diocèse acquiert les deux paroisses des hameaux de Brussa et Castello di Brussa, dans la commune de Caorle, du patriarcat de Venise.

## Sources
- Catholic-Hierarchy

### Articles liés
- Liste des diocèses et archidiocèses d'Italie
- Église catholique en Italie